# Гербы Карелии
Список гербов муниципальных образований Республики Карелия Российской Федерации.
На 1 января 2018 года в Республике Карелия насчитывалось 126 муниципальных образований — 2 городских округа, 16 муниципальных районов, 22 городских поселения и 86 сельских поселений.

## Гербы городских округов
| Герб | Наименование                           | Дата утверждения | Номер в ГГР |
| ---- | -------------------------------------- | ---------------- | ----------- |
|      | Герб Костомукшского городского округа  | 31 января 2013   | 8137        |
|      | Герб Петрозаводского городского округа | 19 апреля 2016   | 10444       |

## Гербы муниципальных округов
| Герб | Наименование                              | Дата утверждения      | Номер в ГГР |
| ---- | ----------------------------------------- | --------------------- | ----------- |
|      | Герб Беломорского муниципального округа   | 18 сентября 2019      | 12589       |
|      | Герб Питкярантского муниципального округа | 30 ноября 2016 года   | 11198       |
|      | Герб Сегежского муниципального округа     | 30 октября 2019 года  | 12756       |
|      | Герб Суоярвского муниципального округа    | 28 сентября 2017 года | 11621       |

## Гербы муниципальных районов
Республика Карелия включает в себя 16 муниципальных районов. Три из них имеют статус национального: Калевальский, Олонецкий и Пряжинский районы.
| Герб | Наименование                 | Дата утверждения     | Номер в ГГР |
| ---- | ---------------------------- | -------------------- | ----------- |
|      | Герб Калевальского района    | 17 октября 2019 года | 13252       |
|      | Герб Кемского района         | 30 апреля 2013       | 8398        |
|      | Герб Кондопожского района    | 23 октября 2019      | 13250       |
|      | Герб Лахденпохского района   | 10 октября 2019 года | 12682       |
|      | Герб Лоухского района        | 26 июня 2013 года    | 8544        |
|      | Герб Медвежьегорского района | 22 мая 2018 года     | 11892       |

| Герб | Наименование               | Дата утверждения     | Номер в ГГР |
| ---- | -------------------------- | -------------------- | ----------- |
|      | Герб Муезерского района    | 20 ноября 2019 года  |             |
|      | Герб Олонецкого района     | 24 апреля 2013 года  | 8402        |
|      | Герб Прионежского района   | 24 декабря 2019 года | 12673       |
|      | Герб Пряжинского района    | 21 августа 1998 года |             |
|      | Герб Пудожского района     | 21 декабря 2018 года | 12188       |
|      | Герб Сортавальского района | 31 августа 2006 года | 2223        |

## Гербы городских поселений
| Герб | Наименование                                                                        | Дата утверждения | Номер в ГГР |
| ---- | ----------------------------------------------------------------------------------- | ---------------- | ----------- |
|      | Герб Беломорского городского поселения Беломорского муниципального района           | 18 сентября 2019 | 12591       |
|      | Герб Калевальского городского поселения Калевальского муниципального района         | 10 октября 2013  | 8737        |
|      | Герб Лоухского городского поселения Лоухского муниципального района                 | 17 июня 2013     | 8892        |
|      | Герб Медвежьегорское городского поселения Медвежьегорского муниципального района    | 25 августа 2008  | не внесён   |
|      | Герб Муезерского городского поселения Муезерского муниципального района             | 20 ноября 2019   | 12814       |
|      | Герб Надвоицкого городского поселения Сегежского муниципального района              | 23 января 2014   | 9089        |
|      | Герб Олонецкого городского поселения Олонецкого национального муниципального района | 1 апреля 2014    | 9295        |
|      | Герб Питкярантского городского поселения Питкярантского муниципального района       | 15 сентября 2016 | 11136       |

| Герб | Наименование                                                                  | Дата утверждения | Номер в ГГР |
| ---- | ----------------------------------------------------------------------------- | ---------------- | ----------- |
|      | Герб Повенецкого городского поселения Медвежьегорского муниципального района  | 29 мая 2014      | 9289        |
|      | Герб Пудожского городского поселения Пудожского муниципального района         | 30 марта 2016    | 10917       |
|      | Герб Пяозерского городского поселения Лоухского муниципального района         | 25 июня 2013     | 8760        |
|      | Герб Сегежского городского поселения Сегежского муниципального района         | 23 сентября 2013 | 8777        |
|      | Герб Сортавальского городского поселения Сортавальского муниципального района | 25 февраля 2020  | 12888       |
|      | Герб Суоярвского городского поселения Суоярвского муниципального района       | 25 января 2017   | 11259       |
|      | Герб Чупинского городского поселения Лоухского муниципального района          | 6 марта 2013     | 8142        |

## Бывшие гербы поселений
| Герб | Наименование | Дата использования |
| ---- | ------------ | ------------------ |
|      | Герб Ляскеля |                    |